# المجموعة التركمانية السورية
المجموعة التركمانية السورية (بالتركية: Suriye Türkmenler Birliği)‏ كانت حركة معارضة مبكرة تابعة للتركمان السوريين. تأسست المجموعة في عام 2011 من قبل التركمان السوريين البارزين و180 تركماني سوري في تركيا وكان يقودها بكير أتاكان. في أواخر عام 2011، انضمت إلى الحركة التركمانية السورية السابقة لتشكيل الكتلة التركمانية السورية الأكبر، والتي تأسست رسميًا في فبراير 2012.
في خضم مرحلة الاندماج، عانت المجموعة من انقسام، حيث غادرها كل من قادة المنظمات المكونة للجماعة، بكير أتاكان، وعضو الحركة التركمانية السورية علي أوزتركمان، لإطلاق حركة أخرى قائمة على النشاط، وهي الحركة التركمانية الديمقراطية السورية.

### قائمة المراجع
- مركز الدراسات الإستراتيجية في الشرق الأوسط، المحرر (مارس 2013). Syrian Turkmens: Political Movements and Military Structure (PDF). ORSAM–Middle Eastern Turkmen Report. Ankara. ج. 22 (= ORSAM Report No. 150). ISBN:978-605-4615-47-6. مؤرشف من الأصل (PDF) في 2017-08-28.{{استشهاد بكتاب}}:  صيانة الاستشهاد: مكان بدون ناشر (link)  مركز الدراسات الإستراتيجية في الشرق الأوسط، المحرر (مارس 2013). Syrian Turkmens: Political Movements and Military Structure (PDF). ORSAM–Middle Eastern Turkmen Report. Ankara. ج. 22 (= ORSAM Report No. 150). ISBN:978-605-4615-47-6. مؤرشف من الأصل (PDF) في 2017-08-28.{{استشهاد بكتاب}}:  صيانة الاستشهاد: مكان بدون ناشر (link)  مركز الدراسات الإستراتيجية في الشرق الأوسط، المحرر (مارس 2013). Syrian Turkmens: Political Movements and Military Structure (PDF). ORSAM–Middle Eastern Turkmen Report. Ankara. ج. 22 (= ORSAM Report No. 150). ISBN:978-605-4615-47-6. مؤرشف من الأصل (PDF) في 2017-08-28.{{استشهاد بكتاب}}:  صيانة الاستشهاد: مكان بدون ناشر (link)